# Гексера

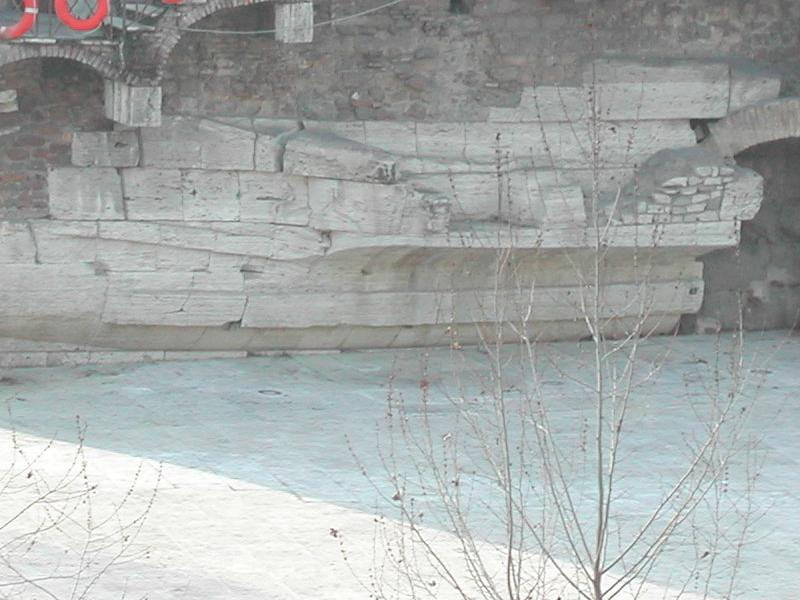
Нос острова Тиберина в Риме в форме греческой пентеры или гексеры, о чём свидетельствует аутригер

Гексе́ра (греч. ἑξήρης, hexērēs), римское название — сексе́ра или сексире́ма — большой античный гребной военный корабль, известный с IV века до н. э. Размерами немного больше пентеры (квинквиремы) и, так же как и она, часто упоминается в роли флагманского корабля. Гексера была распространена значительно реже массовых триер (трирем). Как именно располагались гребцы на гексере, неизвестно, но скорее всего по два гребца на три ряда вёсел или (менее вероятно) — по три гребца на два ряда вёсел. Вопреки ошибочному, но распространённому мнению, гексера не могла иметь шесть рядов вёсел.

## Этимология названия и связь названия с конструкцией судна
Для большинства типов античных боевых кораблей в русском языке прижились и, в основном на равных, используются и греческие термины (триера, тетрера, пентера и т. д.) и латинские кальки этих терминов (трирема, квадрирема, квинквирема и т. д.), являющиеся синонимами, и составленные по одному принципу — числительное и основа, связанная с понятием гребли — др.-греч. -ήρης, -ērēs; лат. -remis.
Древнегреческое -ērēs (др.-греч.  -ήρης) восходит корнями к праиндоевропейскому *ere- — грести, от этого корня происходят греческие слова eressein — грести и eretmon — весло. От этого же праиндоевропейского корня происходят и латинские remus — весло (множественное число — remis), remex — гребец.

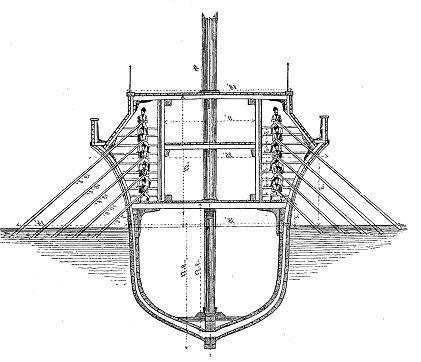
Фантастическая (абсурдная) реконструкция пентеры, сделанная в XIX веке

Современная реконструкция корабля с тремя рядами вёсел — триеры (триремы), пентеры, гексеры

Современные исследования и реконструкции подтверждают существование кораблей с одним (монера, унирема), двумя (диера, бирема) и тремя (триера, трирема) рядами вёсел, причём триеры (триремы) были самым распространённым типом. Каждое весло униремы, биремы и триремы управлялось одним гребцом.
Что же касается кораблей большего размера — тетрер (квадрирем), пентер (квинквирем), гексер (сексирем) — то существует ошибочная традиция переводить эти термины как «корабль с четырьмя (пятью, шестью) рядами вёсел». Однако современные исследования опровергают существование кораблей с количеством рядов вёсел более трёх. Иногда можно встретить, в основном в устаревших переводах, определение таких кораблей как четырёх-, пяти- , шести- палубные, что тоже не может соответствовать действительности. Тем более абсурдным видятся подобные переводы для названий кораблей с большим значением числительного — септера или септирема (семь), октера (восемь), эннера (девять), децера (десять) и другие «полиремы».
Поэтому сейчас принято актуальным считать, что числительное в названии означает число гребцов, управляющих вертикальным рядом вёсел с одного борта. То есть пентера — это корабль с тремя рядами вёсел, большего размера, чем триера, вёсла которого управляются двумя, двумя и одним гребцом (2+2+1). Квадрирема — двухрядный, как бирема, корабль, но с двумя гребцами на каждом весле (2+2). Гексера — это либо трёхрядный корабль с двумя гребцами на весло, либо (такая версия считается менее вероятной) двухрядный с тремя гребцами на весло.
Что касается размеров, то судя по текстам античных источников, ударную основу военного флота составляли триеры (триремы), которые были наиболее массовыми (позже также массовыми были квадриремы). Пентеры появились позже, были большего размера и выполняли роль флагманов. Ещё большего размера были гексеры.
Помимо названий, основанных на числительных, есть и другие названия античных военных кораблей — либурна, хемиолия, лембос и др.

## История упоминаний термина
Плиний изобретение гексеры приписывает некоему Ксеногору из Сиракуз; историки относят это событие к IV веку до н. э. и связывают появление гексеры с последним периодом правления Дионисия I. Диодор Сицилийский упоминает наличие 10 гексер во флоте Деметрия I Полиоркета в битве при Саламине на Кипре в 306 году до н. э. Помимо гексер он перечисляет семь септер, 30 тетрер и «какое-то количество» пентер. Общий состав всего флота он не приводит. Далее Диодор упоминает при описании флота Агафокла, 289 год до н. э., — который включал «200 тетрер и гексеры».

## Конструкция и применение
Во время битвы с карфагенским флотом при Экноме во время событий Первой Пунической войны флагманами римского флота были две гексеры, а в 117 году нашей эры легионеры Адриана, достигнув Персидского залива и Красного моря, построили флот, флагманским кораблём которого якобы являлась гексера.
Вооружение гексеры могли составлять шесть скорпионов и две тяжёлые баллисты. Конструктивно и внешне гексеры напоминали римские эннеры и децимремы. На римской или греческой гексере было по два ряда весел, на каждом весле сидели по три гребца.
Гексеры выглядели как увеличенные копии обычных кораблей, они двигались и маневрировали медленно, но обладали прочной конструкцией. Как вытекает из этих характеристик, гексеры не могли воспользоваться допущенной противником тактической ошибкой. Вместо этого они делали ставку на свои просторные палубы, где умещалось большое количество воинов и дальнобойных орудий. Обстрел и абордаж стали основными приёмами ведения боя для этих кораблей, как и в морских сражениях ранней античности.
Реконструировать гексеру пытался британский военно-морской архитектор Джон Коутс.

## Использованная литература и источники
1. ↑  Gardiner, 1995, с. 141.
2. ↑  Gardiner, 1995, с. 70.
3. 1 2  Etymology Online. Дата обращения: 14 сентября 2014. Архивировано 19 октября 2014 года.
4. 1 2 3  Gardiner, 1995.
5. 1 2  Murray, 2012, с. 269.
6. ↑  Gardiner, 1995, с. 69-70.
7. ↑  А. Зорич / Римский флот. Конструкция и типы кораблей / Римский флот. Вооружение и тактика / Гексеры. Дата обращения: 6 июля 2014. Архивировано 8 апреля 2014 года.
8. 1 2 3  История парусно-весельного флота. О. Данкир / Римская гексера. Дата обращения: 6 июля 2014. Архивировано 2 февраля 2017 года.
9. ↑  Royal Military Academy / Штурмовая гексера. Дата обращения: 6 июля 2014. Архивировано 24 апреля 2017 года.